# Brücke Jonava

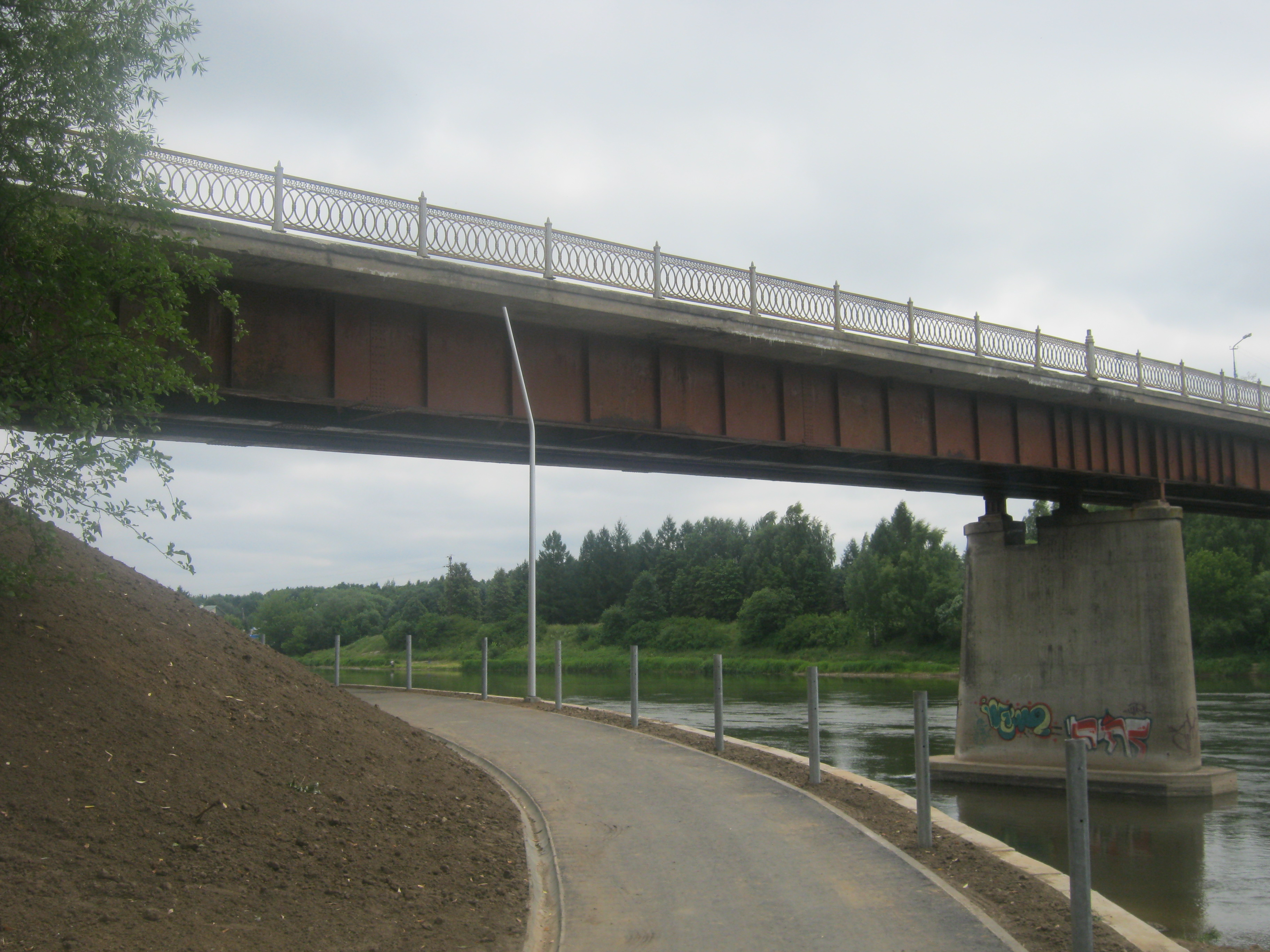

Die Brücke Jonava (lit. Jonavos tiltas) ist eine Straßenbrücke über die Neris im südlichen Teil der Stadt Jonava in der Rajongemeinde Jonava an der Landstraße A6 in Mittellitauen.
Die Brücke wurde 1914  privat gebaut und gehörte den litauischen Juden Jonavas. Es gab eine Brückensteuer. Jetzt verbindet die Brücke die Landstraße mit der Jeronimas-Ralys-Straße im Stadtzentrum.